# Reprezentacja Finlandii U-21 w piłce nożnej mężczyzn
Reprezentacja Finlandii U-21 w piłce nożnej – młodzieżowa reprezentacja Finlandii sterowana przez Fiński Związek Piłki Nożnej. Jedynym sukcesem młodych Finów jest awans na Mistrzostwa Europy w 2009 roku, rozgrywane w Szwecji.

## Bieżące rozgrywki
Obecnie Reprezentacja Finlandii U-21 uczestniczy w eliminacjach do Mistrzostw Europy, które odbędą się w 2013 roku w Izraelu.
| \| Zespół \| Mecz. \| Pkt \| \| -------------- \| ----- \| --- \| \| Słowenia U-21 \| 4 \| 9 \| \| Finlandia U-21 \| 3 \| 7 \| \| Szwecja U-21 \| 2 \| 6 \| \| Malta U-21 \| 4 \| 4 \| \| Ukraina U-21 \| 1 \| 0 \| \| Litwa U-21 \| 4 \| 0 \| |       |     |
| Zespół | Mecz. | Pkt |
| Słowenia U-21 | 4     | 9   |
| Finlandia U-21 | 3     | 7   |
| Szwecja U-21 | 2     | 6   |
| Malta U-21 | 4     | 4   |
| Ukraina U-21 | 1     | 0   |
| Litwa U-21 | 4     | 0   |

Stan na: 6 września 2011

## ME U-21 2009
| Zespół    | Pkt | M | W | R | P | Br+ | Br- | +/- |
| --------- | --- | - | - | - | - | --- | --- | --- |
| Anglia    | 7   | 3 | 1 | 1 | 0 | 5   | 2   | +3  |
| Niemcy    | 5   | 3 | 1 | 2 | 0 | 3   | 1   | +2  |
| Hiszpania | 4   | 3 | 1 | 1 | 1 | 2   | 2   | 0   |
| Finlandia | 0   | 3 | 0 | 0 | 3 | 1   | 6   | -5  |

| 15 czerwca 2009 18:15 CET | Anglia · Lee Cattermole 15' · Micah Richards 53' | 2:11:1 | Finlandia · Tim Sparv 33' (k.) | Örjans Vall, Halmstad · Sędzia: Cüneyt Çakır Turcja |
|                           |                                                  |        |                                |                                                     |

| 18 czerwca 2009 18:15 CET | Niemcy · Benedikt Höwedes 59' · Ashkan Dejagah 61' | 2:00:0 | Finlandia | Örjans Vall, Halmstad · Sędzia: Peter Rasmussen Dania |
|                           |                                                    |        |           |                                                       |

| 22 czerwca 2009 20:45 CET | Finlandia | 0:20:1 | Hiszpania · Marc Torrejón 29' · Pedro León 55' | Gamla Ullevi, Göteborg · Sędzia: Bjorn Kuipers Holandia |
|                           |           |        |                                                |                                                         |

## Występy w ME U-21
- 1978: Nie zakwalifikowała się
- 1980: Nie zakwalifikowała się
- 1982: Nie zakwalifikowała się
- 1984: Nie zakwalifikowała się
- 1986: Nie zakwalifikowała się
- 1988: Nie zakwalifikowała się
- 1992: Nie zakwalifikowała się
- 1992: Nie zakwalifikowała się
- 1994: Nie zakwalifikowała się
- 1996: Nie zakwalifikowała się
- 1998: Nie zakwalifikowała się
- 2000: Nie zakwalifikowała się
- 2002: Nie zakwalifikowała się
- 2004: Nie zakwalifikowała się
- 2006: Nie zakwalifikowała się
- 2007: Nie zakwalifikowała się
- 2009: Faza grupowa
- 2011: Nie zakwalifikowała się
- 2013: Nie zakwalifikowała się
- 2015: Nie zakwalifikowała się
- 2017: Nie zakwalifikowała się
- 2019: Nie zakwalifikowała się
- 2021: Nie zakwalifikowała się
- 2023: Nie zakwalifikowała się
- 2025: Zakwalifikowała się